# Unterseeboot UC-23
Pour les autres navires du même nom, voir Unterseeboot 23.
L'Unterseeboot UC-23 est un sous-marin (U-Boot) mouilleur de mines allemand de type UC II utilisé par la Kaiserliche Marine pendant la Première Guerre mondiale. Le U-boot a été commandé le 29 août 1915 et lancé le 29 février 1916. Il a été mis en service dans la marine impériale allemande le 17 juillet 1916 sous le nom de UC-23. En 17 patrouilles, l'UC-23 a coulé 46 navires, soit par ses torpilles, soit par les mines qu’il a posées. L'UC-23 se rendit à Sébastopol le 25 novembre 1918 et fut démantelé à Bizerte en août 1921. 

## Conception
Sous-marin de type UC II, l'UC-23 avait un déplacement de 417 tonnes en surface et de 493 tonnes en plongée. Il avait une longueur hors tout de 49,35 m, un maître-bau de 5,22 m et un tirant d'eau de 3,65 m. Le sous-marin était propulsé par deux moteurs diesel 6 cylindres à quatre temps produisant chacun 250 ch (180 kW), soit un total de 500 ch (370 kW), et par deux moteurs électriques produisant 460 ch (340 kW), actionnant deux arbres d'hélice.
Le sous-marin avait une vitesse maximale de 11,6 nœuds (21,5 km/h) en surface et de 7 nœuds (13 km/h) en immersion. Son autonomie était de 9430 milles marins (17460 km) à 7 nœuds (13 km/h) en surface, et de 55 milles marins (102 km) à 4 nœuds (7,4 km/h) en immersion. Il lui fallait 35 secondes pour plonger, et il était capable d’opérer à une profondeur maximale de 50 mètres.
L’UC-23 était équipé de trois tubes lance-torpilles de 500 mm, un à l’arrière et deux à l’avant, avec sept torpilles, et d’un canon de pont de 8,8 cm SK L/30. Mais son arme principale était ses six puits de mine de 1000 mm portant dix-huit mines UC 200. Son effectif était de vingt-six membres d’équipage.

## Affectations
- Flottille de Constantinople : du 6 décembre 1916 au 11 novembre 1918

## Commandants
- Oberleutnant zur See Johannes Kirchner : du 28 juillet 1916 au 6 juillet 1917
- Kapitänleutnant Freiherr Volkhard von Bothmer : du 5 juillet au 14 décembre 1917
- Kptlt. Hans Georg Lübbe : du 15 décembre 1917 au 14 novembre 1918

## Navires coulés
| Date              | Nom                   | Nationalité            | Tonnage | Destin    |
| ----------------- | --------------------- | ---------------------- | ------- | --------- |
| 29 novembre 1916  | SS Minnewaska         | United Kingdom         | 14317   | Coulé     |
| 31 décembre 1916  | Vénus                 | France                 | 281     | Coulé     |
| 21 février 1917   | HMS Princess Alberta  | Royal Navy             | 1586    | Coulé     |
| 10 juin 1917      | Kleopatra             | Grèce                  | 160     | Coulé     |
| 13 juin 1917      | Aghios Nicolaos       | Grèce                  | 120     | Coulé     |
| 14 juin 1917      | New Zealand Transport | United Kingdom         | 4481    | Coulé     |
| 18 juin 1917      | Pannomitis            | Grèce                  | 11      | Coulé     |
| 18 juin 1917      | Xiphias               | Grèce                  | 483     | Coulé     |
| 19 juin 1917      | Jakobus               | Grèce                  | 304     | Coulé     |
| 19 juin 1917      | Maria                 | Grèce                  | 35      | Coulé     |
| 19 juin 1917      | Raxiarchos            | Grèce                  | 30      | Coulé     |
| 2 août 1917       | HMS Ermine            | Royal Navy             | 1777    | Coulé     |
| 6 septembre 1917  | HMT Helgian           | Royal Navy             | 220     | Coulé     |
| 7 septembre 1917  | HMT By George         | Royal Navy             | 225     | Coulé     |
| 21 septembre 1917 | Santo Nicola          | Royaume d'Italie       | 159     | Coulé     |
| 21 septembre 1917 | Spiridon              | Grèce                  | 128     | Coulé     |
| 23 septembre 1917 | Nicolaos              | Grèce                  | 104     | Coulé     |
| 19 janvier 1918   | Trocas                | United Kingdom         | 4129    | Coulé     |
| 22 janvier 1918   | Evangelistria         | Grèce                  | 21      | Coulé     |
| 23 janvier 1918   | Birkhall              | United Kingdom         | 4541    | Coulé     |
| 24 janvier 1918   | Aghia Arene           | Grèce                  | 16      | Coulé     |
| 24 janvier 1918   | Aghios Johannes       | Grèce                  | 14      | Coulé     |
| 20 février 1918   | Hagios Nicolaos       | Grèce                  | 18      | Coulé     |
| 20 février 1918   | Maria Archis          | Grèce                  | 13      | Coulé     |
| 20 février 1918   | Taxi Arches           | Grèce                  | 3       | Coulé     |
| 23 février 1918   | Aspasia               | Grèce                  | 105     | Coulé     |
| 28 février 1918   | Hagios Triast         | Grèce                  | 22      | Coulé     |
| 11 avril 1918     | Trud                  | Marine impériale russe | 610     | Capturé   |
| 14 avril 1918     | Navire non identifié  | Empire russe           | 100     | Coulé     |
| 14 avril 1918     | Kazak                 | Marine impériale russe | 622     | Capturé   |
| 14 avril 1918     | Olga                  | Marine impériale russe | 327     | Capturé   |
| 15 avril 1918     | Rostov                | Marine impériale russe | 1280    | Coulé     |
| 3 octobre 1918    | Blasios               | Grèce                  | 181     | Coulé     |
| 3 octobre 1918    | Evangelistria         | Grèce                  | 35      | Endommagé |
| 5 octobre 1918    | Hagios Marcos         | Grèce                  | 45      | Coulé     |
| 5 octobre 1918    | Maria                 | Espagne                | 2159    | Coulé     |
| 5 octobre 1918    | Marigo                | Grèce                  | 48      | Coulé     |
| 5 octobre 1918    | Reventazon            | United Kingdom         | 4050    | Coulé     |
| 13 octobre 1918   | Aghion Spiridon       | Grèce                  | 21      | Coulé     |
| 13 octobre 1918   | Aghios Georgios       | Grèce                  | 130     | Coulé     |
| 13 octobre 1918   | Biolleta              | Grèce                  | 99      | Coulé     |
| 13 octobre 1918   | Evangelistria         | Grèce                  | 41      | Coulé     |
| 13 octobre 1918   | Evangelistrios        | Grèce                  | 121     | Coulé     |
| 13 octobre 1918   | Glaros                | Grèce                  | 43      | Coulé     |
| 13 octobre 1918   | Iphigenia             | Grèce                  | 75      | Coulé     |
| 13 octobre 1918   | Panaghia              | Grèce                  | 26      | Coulé     |
| 13 octobre 1918   | Urania                | Grèce                  | 23      | Coulé     |
| 15 octobre 1918   | Evangelistria         | Grèce                  | 24      | Coulé     |
| 15 octobre 1918   | Georgios              | Grèce                  | 29      | Coulé     |
| 15 octobre 1918   | Maria                 | Grèce                  | 43      | Coulé     |